# St. Maria (Feldkirchen)

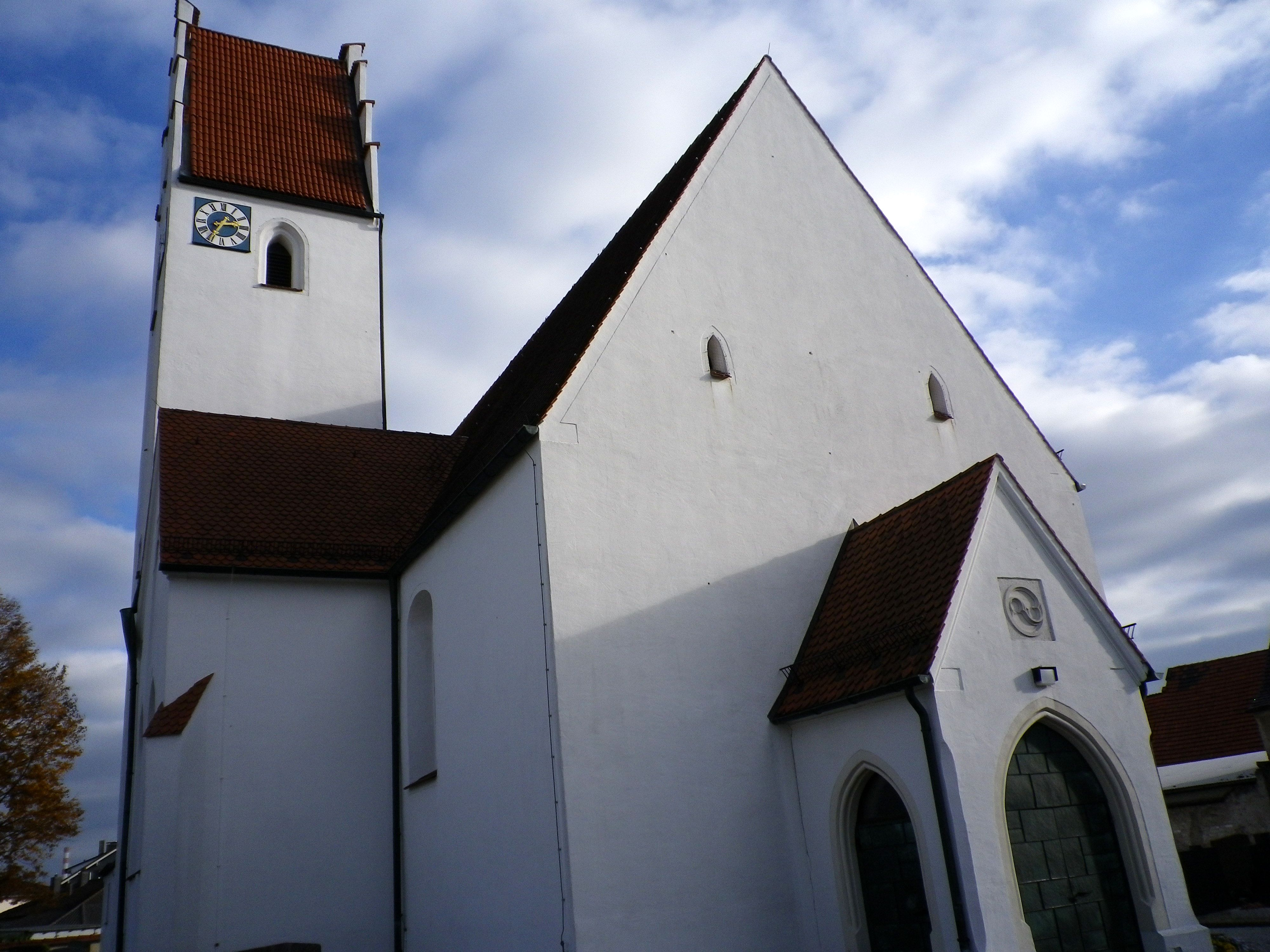
St. Maria in Feldkirchen

Die römisch-katholische Filialkirche St. Maria steht in Feldkirchen im Stadtbezirk Mailing von Ingolstadt in Bayern. Das Bauwerk ist in der Liste der Baudenkmäler in Ingolstadt als Baudenkmal unter der Nr. D-1-61-000-664 eingetragen. Die Kirche gehört zum Dekanat Ingolstadt im Bistum Eichstätt.

## Beschreibung
Das Langhaus der aus dem 14./15. Jahrhundert stammenden gotischen Saalkirche wurde 1602 nach Westen verlängert. Der eingezogene, dreiseitig geschlossene Chor im Osten stammt im Kern aus der zweiten Hälfte des 14. Jahrhunderts. Die unteren Geschosse des Chorflankenturms an der Nordwand des Chors sind noch älter. Der Turm wurde später aufgestockt und mit einem quer angeordneten Satteldach zwischen Staffelgiebeln bedeckt. In seinem Glockenstuhl hängen vier Kirchenglocken. An der Nordseite des Langhauses wurde eine Kapelle angebaut. Das Vorzeichen im Westen führt zum Portal.
Der Innenraum des Langhauses ist mit einer Flachdecke überspannt, der des Chors mit einem Netzgewölbe, der der Kapelle mit einem Kreuzrippengewölbe. An der Nordwand des Chors steht ein spätgotisches Sakramentshaus. Die Orgel mit zehn Registern, verteilt auf zwei Manuale und Pedal, wurde 1987 von der WRK Orgelbau errichtet.